# Невицьке (зупинний пункт)
Неви́цьке — пасажирський залізничний зупинний пункт Ужгородської дирекції Львівської залізниці.
Розташований у селі Невицьке, Ужгородський район Закарпатської області на лінії Самбір — Чоп між станціями Кам'яниця (3 км) та Доманинці (5 км).
Станом на серпень 2019 року щодня чотири пари електропотягів прямують за напрямком Сянки — Мукачево.